# Ушбулак (Казигуртський район)
Ушбула́к (каз. Үшбұлақ) — село у складі Казигуртського району Туркестанської області Казахстану. Входить до складу Карабауського сільського округу.
Населення — 1463 особи (2021; 1425 у 2009, 1371 у 1999, 1117 у 1989).